# Glotovi
Glotovi (en rus: Глотовы) és un poble de l'óblast de Kírov, a Rússia, segons el cens del 2010 tenia 6. Pertany al districte d'Arbaj.